# Носовичский сельсовет
Носовичский сельсовет (бел. Насовіцкі сельсавет) — административная единица на территории Добрушского района Гомельской области Республики Беларусь. Административный центр — агрогородок Носовичи.

## История
Сельсовет образован в 1926 году.

## Состав
Носовичский сельсовет включает 13 населённых пунктов:
- Антоновка — деревня
- Ерёмовка — посёлок
- Запрудовка — деревня
- Ковалёв — посёлок
- Красная Гора — посёлок
- Красный Октябрь — посёлок
- Логуны — деревня
- Новодружеский — посёлок
- Носовичи — агрогородок
- Первомайский — посёлок
- Светлый — посёлок
- Семёновский — посёлок
- Староселье — деревня